# Idiom
Et idiom (græsk idioma, særegenhed, mundheld) er et fast sprogligt udtryk. Det udgør en betydningsmæssig helhed som er anderledes end den betydning som en bogstavelig forståelse af udtrykkets enkelte dele lægger op til. Idiomer er lagret i det mentale leksikon som en enhed. 
Idiomer volder ofte besvær i indlæringen af fremmedsprog, da de skal læres som selvstændige enheder. Børn lærer først sprogets almindelige idiomer sent, omkring 7-9 års alderen.
Idiomatiske udtryk findes i alle verdens sprog og bruges flittigt i dagligdags interaktion så vel som litteratur og reklame. 
Mange idiomer var oprindeligt aktive metaforer. Senere blev de gennem leksikalisering gjort til idiomatiske udtryk, der ikke længere fungerer aktivt som billedsprog. 
Litteraturteoretisk betydning
Idiom; et sprogs særegne, karakteristiske træk, fx en dialekt eller en gruppe personers sproglige særpræg (jargon). Se også; regionalisme.

## Grammatiske idiomtyper
Grammatisk findes der forskellige typer af idiomer:
Kompositionsordidiomer
Idiomer som grammatisk set består af et ord der er sammensat af flere ord. Eksempler: Dobbeltkonfekt, adamsæble, appelsinfri, narrøv.
Gruppeidiomer
Idiomer som grammatisk set udgør en ordgruppe. Eksempler: slå til søren, spille kong gulerod, tale frit fra leveren, have hjertet på det rette sted.
Sætningsidiomer
Idiomer der grammatisk set udgør en sætning. Ofte har sætningsidiomer karakter af ordsprog, men ikke nødvendigvis. Eksempler: Hævnen er sød. At rejse er at leve. Æblet falder sjældent langt fra stammen. Man bliver hvad man spiser.
Interaktionsidiomer
Idiomer der grammatisk set er et ytringspar. Ofte vil interaktionsidiomer bruges i sprogligt rituelle sammenhænge, men ikke nødvendigvis. Eksempler:
 A: Alle mine kyllinger kom hjem. B: Vi tør ikke A: Hvorfor ikke? B: For ræven A: Hva' vil han? B: Han vil bide!
Og her et andet:
 A: Herren være med eder. B: Og med din ånd.

## Semantiske idiomtyper
Semantisk set skelner man mellem:
Transparente idiomer
idiomer hvis bogstavelige betydning giver mening i forhold til udtrykkets betydning. Et idiom som dobbeltkonfekt vil være transparent for de fleste sprogbrugere. Det billede den bogstavelige betydning tegner stemmer fint nok med betydningen en pleonasme.
Dunkle idiomer
idiomer hvis bogstavelige betydning ikke længere giver mening for en sprogbruger i forhold til udtrykkets betydning. Den oprindelige motivation bag idiomerne slå til Søren, bjørnetjeneste, stikke folk blår i øjnene vil være dunkle for en del sprogbrugere.

## Figurative idiomtyper
Figurativt set taler man om 
Rene idiomer
idiomer der er fuldstændigt ikke-bogstavelige
Fx at lugte lunten, tampen brænder! eller gå i hundene.
Semibogstavelige-idiomer
idiomer der indeholder bogstavelige elementer.
Fx en fed idé, at køre råddent  hvor elementerne idé og køre er ment bogstaveligt, mens fed og råddent skal forstås figurativt.
Bogstavelige idiomer
idiomer der ikke rummer elementer med overført betydning. Fx alt i alt eller om jeg så må sige.